# M. R. James
Montague Rhodes James (Goodnestone, 1º agosto 1862 – Eton, 12 giugno 1936) è stato uno scrittore, storico e medievista britannico, noto studioso di paleografia e archeologia, bibliofilo e antiquario, ricordato principalmente per i suoi racconti vittoriani di fantasmi, firmati come M. R. James.

## Biografia
Montague Rhodes James, figlio di un curato inglese, nacque a Goodnestone Parsonage nel 1862. James fin dall'infanzia sviluppò una forte passione per le antichità, in particolare per il mondo medievale, per i manoscritti e i libri antichi. Successivamente iniziò i corsi a Eton per poi iscriversi al King's College di Cambridge; qui divenne assistente di archeologia classica al museo Fitzwilliam. Sempre nel King's College il James guadagnò un importante incarico grazie alla sua opera L'Apocalisse di S. Pietro, inerente alla storia del cristianesimo. Intrapreso il cursus honorum nel suo college, M. R. James raggiunse l'apice della sua carriera nel 1905 quando ne divenne rettore.
Morì nel suo paese nel giugno del 1936 all'età di 74 anni.

## Opere e stile
La maggior parte dei suoi racconti vennero pubblicati in una serie di antologie: Ghost Stories of an Antiquary (1904), More Ghost Stories of an Antiquary (1911), A Thin Ghost and Others (1919), A Warning to the Curious and other Ghost Stories (1925). Secondo la tradizione britannica, molte di queste storie venivano lette la vigilia di Natale.
Da citare anche il racconto lungo The Five Jars (I cinque vasi) e il racconto Wailing Well (Il pozzo del pianto). Anche se non si tratta di un testo narrativo, merita di essere citato anche l'appunto, o prefazione, intitolato Stories I have tried to write ("I racconti che ho tentato di scrivere").

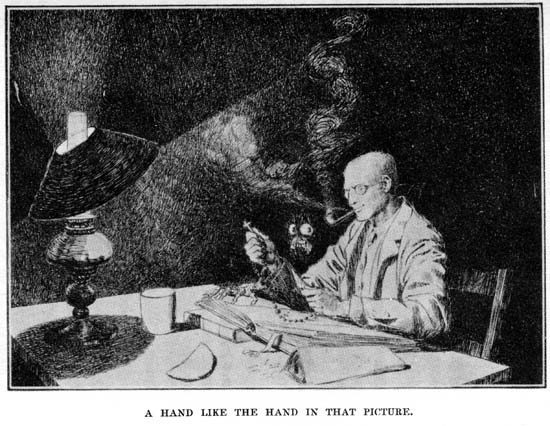
Il canonico Alberico in una illustrazione di J. McBryde (1904)

I racconti presentano molti elementi classici di questo tipo di storie: l'ambientazione in un piccolo villaggio di campagna o in un'antica università, un ingenuo studioso come protagonista, la scoperta di un antico manufatto che risveglia la furia dell'ignoto, una minaccia soprannaturale dalla tomba, atmosfere cimiteriali. Rhodes James perfezionò inoltre alcune tecniche narrative del genere, come quell'assenza di descrizioni dettagliate nei punti cruciali che più tardi Howard Phillips Lovecraft indicherà come il modo migliore di scatenare l'orrore nel lettore. Generalmente, inoltre, il soprannaturale irrompe in vite descritte nella loro quotidianità, sconvolgendole, caratteristica che tanto impressionò Clark Ashton Smith, che scrisse un saggio in elogio di James. Tra gli altri autori che furono influenzati da Rhodes James, ci sono John Bellairs, che gli rese più volte omaggio riprendendo nelle proprie opere alcuni elementi delle sue storie, Stephen King in The Shining, Ramsey Campbell in Ancient Images, Stuart Neild in A Haunted Man, Antony Oldknow, Reggie Oliver in The Sermons of Dr. Hodnet e Alan Noel Latimer Munby il quale in La mano di alabastro ed altri racconti spettrali dedicò al James un distico in latino.
Nonostante sia ricordato soprattutto per la sua opera di narratore, il suo contributo di medievista fu enorme: catalogò numerosi manoscritti della biblioteca di Cambridge e di Oxford; tra gli altri saggi, scrisse The Apocalypse in Art e New Testament Apocrypha.

## Elenco dei racconti
I 41 racconti di M.R. James sono i seguenti:
1. L'album del canonico Alberico (Canon Alberic's scrapbook)
2. Cuori perduti (Lost hearts)
3. L'acquaforte (The mezzotint)
4. Il frassino (The ash-tree)
5. La stanza numero 13 (Number 13)
6. Il Conte Magnus (Count Magnus)
7. "Fischia, e verrò da te" ("Oh, whistle, and I'll come to you, my lad")
8. Il tesoro dell'abate Thomas (The treasure of abbot Thomas)
9. Una storia dei tempi di scuola (A school story)
10. Il roseto (The rose garden)
11. Il Trattato Middoth (The Tractate Middoth)
12. L'incantesimo delle rune (Casting the runes)
13. Gli stalli della Cattedrale di Barchester (The stalls of Barchester Cathedral)
14. Il terreno di Martin (Martin's close)
15. Il signor Humphreys e la sua eredità (Mr. Humphreys and his inheritance)
16. La residenza di Whitminster (The residence at Whitminster)
17. Il diario del signor Poynter (The diary of mr. Poynter)
18. Un episodio della storia di una cattedrale (An episode of cathedral history)
19. Storia di una scomparsa e di una apparizione (The story of a disappearance and an appearance)
20. Due dottori (Two doctors)
21. La casa stregata delle bambole (The haunted dolls' house)
22. Lo strano libro di preghiere (The uncommon prayer-book)
23. I confini del vicino (A neighbour's landmark)
24. Una vista dalla collina (A view from a hill)
25. Un monito ai curiosi (A warning to the curious)
26. Una serata divertente (An evening's entertainment)
27. Il Pozzo del Pianto (Wailing Well)
28. C'era un uomo che abitava vicino al cimitero (There was a man dwelt by a churchyard)
29. Ratti (Rats)
30. Di notte nel Parco dei Divertimenti (After dark in the Playing Fields)
31. I Cinque Vasi (The Five Jars)
32. L'esperimento (The experiment)
33. La malignità degli oggetti inanimati (The malice of inanimate objects)
34. Un'immagine (A vignette)
35. La Strega di Fenstanton (The Fenstanton Witch)
36. Una notte nella cappella del King's College (A night in King's College chapel)
37. John Humphreys (racconto incompiuto)
38. Marcilly-le-Hayer (bozza, racconto incompiuto)
39. La tomba del presidente Lenthall (Speaker Lenthall's tomb) (bozza, racconto incompiuto)
40. Il Gioco dell'Orso (The Game of Bear) (bozza, racconto incompiuto)
41. Casa Merfield (Merfield House) (bozza, racconto incompiuto)

## Adattamenti
Esistono numerosi adattamenti televisivi e radiofonici dei racconti di fantasmi di Rhodes James: i due più importanti adattamenti televisivi sono Whistle and I'll Come to You del 1968 e A Warning to the Curious del 1972, a cura del British Film Institute. Anche la BBC ha prodotto numerosi di questi adattamenti di cui l'ultimo nel dicembre 2005, dal titolo A View From a Hill.
Un paio di suoi racconti - La mezzatinta e La stanza numero 13 - sono stati ripresi per due episodi della serie televisiva Il fascino dell'insolito della Rai tv nel 1980.
Tra gli adattamenti cinematografici, il più importante è forse stato La notte del demonio di Jacques Tourneur (1957), tratto da Casting the Runes.
La prima versione teatrale di Casting The Runes è stata messa in scena al Carriageworks Theatre di Leeds nel maggio 2006, a cura della Pandemonium Theatre Company.

## Traduzioni italiane
James arrivò all'attenzione del pubblico italiano nel 1960, quando fu pubblicata l'antologia Storie di fantasmi (Einaudi), curata da Fruttero & Lucentini, che comprendeva i racconti The Treasure of Abbot Thomas, Oh, Whistle, and I'll come to you, My Lad e Number 13. Successivamente nel 1967 Bompiani pubblicò poi l'antologia Cuori strappati, con prefazione di Dino Buzzati; infine, nel 1984-1986, Theoria pubblicò la traduzione integrale dei racconti di James. Si ricordano anche gli scritti inediti pubblicati per i tipi Edizioni Sylvestre Bonnard nelle raccolte: Fantasmi in biblioteca e Racconti sinistri, per la celebre collana Il piacere della lettura. Nel 2010 la casa Coniglio Editore ha dato alle stampe il celebre Il tesoro dell'abate Thomas per la collana Racconti di fantasmi. Nel 2023, per la collana La serratura e la chiave diretta da Felice Accame delle edizioni Biblion di Milano è apparsa una nuova traduzione con testo a fronte dei racconti La mezzatinta e Ratti, nonché la prima traduzione italiana del frammento incompiuto Casa Merfield.

### Edizioni
- Edgar Wallace, La collana di smeraldi, traduzione di O. Fiorello, Verona, A. Mondadori, 1932. Contiene: Il ciondolo di M. R. James.
- R. James Montague, Cuori strappati, traduzione di Attilio Veraldi, prefazione di Dino Buzzati, Milano, Bompiani, 1967. Poi  Montague Rhodes James, Cuori strappati, traduzione di Angela Ragusa, illustrazioni di Aldo Di Gennaro, adattamento di Angela Ragusa, nota conclusiva di Francesca Lazzarato, Milano, A. Mondadori, 1994, ISBN 88-04-38602-9.
- Montague Rhodes James, Tutti i racconti (3 volumi), a cura di Malcolm Skey, traduzione di Donata Marciano, Benedetta Bini e Ottavio Fatica, Roma-Napoli, Theoria, 1984. Contiene: Racconti di fantasmi di un antiquario (vol. 1), Altri racconti di fantasmi di un antiquario (vol. 2), Uno spettro scarno e altre storie (vol. 2) e Avvertimento ai curiosi e altri racconti di fantasmi (vol. 3). Poi  Montague Rhodes James, Racconti di fantasmi, a cura di Malcolm Skey, Milano, CDE, 1989.
- Montague Rhodes James, Il tesoro dell'abate Thomas, Roma-Napoli, Theoria, 1986. Poi  Montague Rhodes James, Il tesoro dell'abate Thomas, a cura di Riccardo Reim, appendice a fumetti di Paolo Di Orazio, Roma, Coniglio, 2010, ISBN 978-88-6063-235-7.
- M. R. James, Fantasmi e altri orrori: tutti i racconti fantastici di uno dei maggiori autori inglesi di storie del soprannaturale, a cura di Gianni Pilo e Sebastiano Fusco, traduzione di Gianni Pilo, Roma, Grandi Tascabili Economici Newton, 1995, ISBN 88-8183-235-6.
- AA.VV., Storie di fantasmi: le cento più belle storie di spettri da Montague Rhodes James a Joseph Sheridan Le Fanu, da Edgar Allan Poe a Bram Stoker, a cura di Gianni Pilo e Sebastiano Fusco, Roma, Newton Compton, 1995, ISBN 88-8183-029-9.
- AA.VV., I più raccapriccianti racconti dell'orrore, a cura di Gianni Pilo, traduzione di Gianni Pilo, Roma, Gruppo editoriale Newton, 2006, ISBN 88-541-0542-2.
- AA.VV., Fantasmi in biblioteca, traduzione di Mario Conetti, introduzione di Rosemary Pardoe, Milano, S. Bonnard, 2007, ISBN 978-88-89609-33-0. Contiene La strega di Fenstanton e Una notte nella cappella del Kings College.
- Montague Rhodes James, Fischia e io verrò da te, a cura di Mirko Rizzotto, Gerenzano, Runde Taarn, 2009, ISBN 978-88-6120-125-5.
- M. R. James, Tutti i racconti di fantasmi: i racconti fantastici di uno dei maggiori autori inglesi di storie del soprannaturale, a cura di Gianni Pilo e Sebastiano Fusco, traduzione di Gianni Pilo, Roma, Grandi Tascabili Economici Newton, 2012  [1995], ISBN 978-88-541-3453-9.
- M. R. James, A view from a hill = Una veduta dalla collina, traduzione di Elisabetta Querci, Roma, La biblioteca di Repubblica-L'Espresso, 2012. Testo inglese a fronte.
- M. R. James, Ghost stories: storie di fantasmi, misteri e paure, traduzione di Susanna Busnelli, adattamento inglese di Leah Moore e John Reppin, Milano, Pelledoca, 2018, ISBN 978-88-327-9012-2.
- Montague Rhodes James, La casa delle bambole infestata e La mezzatinta, a cura di Enrico De Luca, illustrazioni di Miriam Tritto, Milano, ABeditore, 2019, ISBN 978-88-6551-319-4.
- Montague Rhodes James, I racconti di fantasmi di un antiquario, Milano, Skira, 2019, ISBN 978-88-572-4088-6.
- (EN, IT) Montague Rhodes James, Casa Merfield e altri racconti, traduzione e curatela di Dario Agazzi, testo inglese a fronte, postfazione di Felice Accame, Milano, Biblion, 2023, ISBN 978-88-3383-356-9.

### Fonti critiche
- Enciclopedia europea, Milano, Garzanti, 1977.
- La Nuova Enciclopedia Garzanti della Letteratura, Milano, Garzanti, 1985.
- (EN) M. Cox e R. A. Gilbert, The Oxford Book of English Ghost Stories, Oxford, Oxford U. Press, 1986.
- H. P. Lovecraft, L'orrore soprannaturale nella letteratura, Varese, Sugarco Edizioni, 1994.
- Caterina Marrone I segni dell'inganno. Semiotica della crittografia, 2010, 2010, Viterbo, Nuovi Equilibri, ISBN 978-88-6222-132-0.
- (EN) Donald H. Tuck, The Encyclopedia of science fiction and fantasy, Chicago, Advent, 1974.